# Blue Avenue
Blue Avenue è un brano composto e interpretato dall'artista britannico Elton John; il testo è di Bernie Taupin.

## Il brano
Proveniente dall'album del 1989 Sleeping with the Past (ne costituisce l'ultima traccia), si presenta come un brano pop, con largo uso di tastiere. Elton John le suona insieme a Fred Mandel e Guy Babylon, ed è accompagnato da Romeo Williams al basso, da Jonathan Moffett alla batteria e da Davey Johnstone alla chitarra (quest'ultimo si cimenta anche ai cori). Il testo di Bernie significa Viale Della Malinconia; nel libretto della versione rimasterizzata dell'album di provenienza (1998) la canzone viene molto elogiata e ci si sofferma anche sul significato delle parole: "L'album si chiude con la stupendamente nostalgica Blue Avenue… Un triste, solitario suono  di tromba echeggia il pathos di questa elegia dedicata a una relazione d'amore che causa dipendenza ed ossessione, anche molto dopo la sua fine. Nessuno dei due innamorati vuole liberarsi dalla dipendenza, proprio mentre contemplano il relitto dove “cuori di pirati si scontrano”, sapendo di essere in una situazione disperata".
Blue Avenue fu pubblicata come singolo nei Paesi Bassi (dove toccò la Top75).

## Formazione
- Elton John: voce, tastiere
- Romeo Williams: basso
- Jonathan Moffett: batteria
- Davey Johnstone: chitarra, cori
- Fred Mandel: tastiere
- Guy Babylon: tastiere